# Vecchia Religione
Per Vecchia Religione si intende quel complesso di tradizioni, credenze e riti ancestrali anteriori all'avvento del Cristianesimo, presenti ancora oggi in forme più o meno velate soprattutto negli ambienti legati al mondo contadino e rurale, basati su una visione animistica della natura, ritenuta popolata da creature e spiriti invisibili. L'antropologa Margaret Murray sostiene in proposito che «la continuità della religione pagana durante il Medioevo diventa un fatto irrefutabile quando si scopre che sopravvive anche ai giorni nostri».

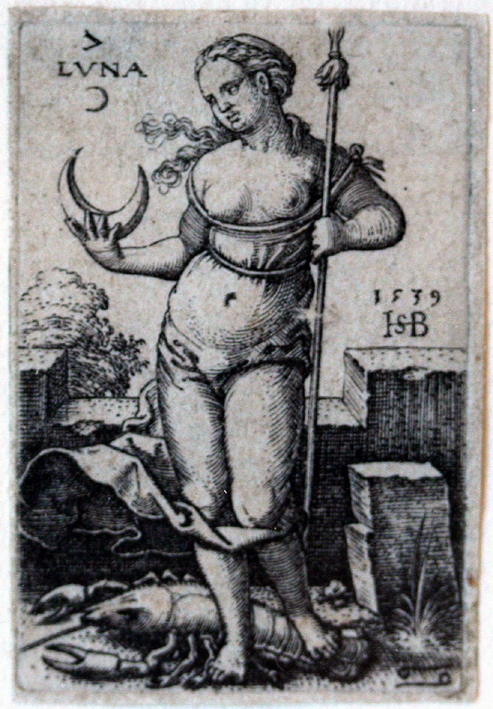
Personificazione della Luna, principio femminile per eccellenza identificato con Diana, «regina delle Fate e della Luna».

## Storia
La credenza che la natura fosse abitata da esseri o spiriti responsabili della sua crescita e di ogni suo fenomeno sembra risalire agli albori dell'umanità, presentandosi come una caratteristica comune alle più svariate espressioni dello sciamanesimo e dei riti animisti. Secondo le mitologie indigene africane o in quelle orientali persiane, indiane o cinesi, ad esempio, esiste una scala ascendente di spiriti fino ai deva e oltre, di cui l'uomo comune non ha percezione. Anche nell'antica Grecia, del resto, le divinità del pantheon politeista erano ritenute personificazioni delle forze della natura, e concepite ad essa immanenti; Talete affermava in proposito che «tutte le cose sono piene di dei».

### Antica Roma

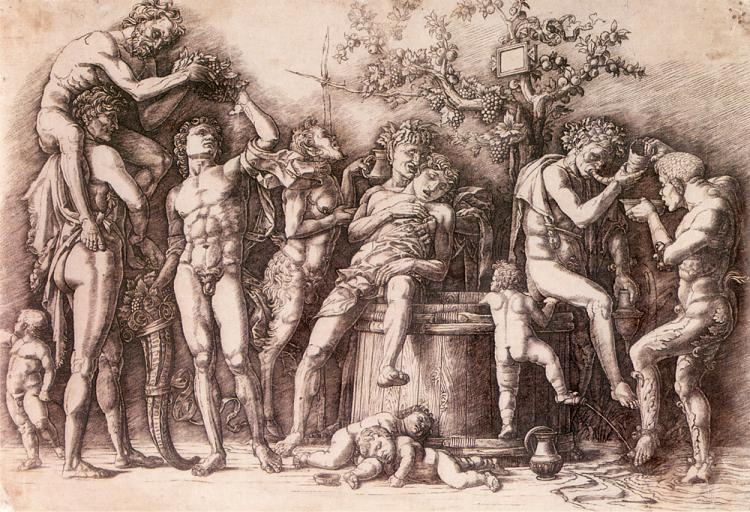
Un baccanale

Analogamente le divinità dell'antica Roma rappresentavano forze magiche della natura, chiamate numina, entità originariamente indeterminate come i Lari ed i Penati che saranno progressivamente identificate in soggetti antropomorfi. La mancanza di un "pantheon" definito favorì anche l'assorbimento delle divinità etrusche, come Turan (identificata con Venere), e soprattutto greche. Altre espressioni della religiosità romana, come i Baccanali ed i culti dionisiaci, furono represse con la forza dallo Stato per la loro pericolosità sociale e politica, come anche una serie di rituali e incantesimi occulti compiuti da maghi e streghe di cui si trova ampia testimonianza nella letteratura latina, ad esempio nelle opere di Orazio, Porfirio, Plinio il Vecchio e Virgilio; nel panorama letterario della magia latina un posto di prim'ordine spetta poi alle Metamorfosi di Apuleio. Nel diritto romano le leggi antiche prevedevano pene severe per quanti utilizzavano pratiche magiche per conseguire scopi criminali.

### Età cristiana
La perdita di attrazione delle divinità tradizionali fra la gente favorì l'avvento del Cristianesimo, in cui Dio si rivela come Persona e come Trascendenza, nel quale tuttavia molti riti ed elementi del politeismo pagano, pur perdendo il legame con la loro matrice originaria, filtrarono nella nuova religione, mantenendo ad esempio una traccia di sé nella venerazione dei santi e dei patroni. Altri esempi sono la festa del giorno del Solstizio d'inverno (natalis solis invicti, «natale del sole invincibile») che passò nel cristianesimo divenendo la festa del Natale, in cui il Logos si è fatto carne rendendosi «luce degli uomini». La festa cristiana dell'Epifania si sovrappose analogamente alla festa pagana egiziana in onore di Iside. Per il resto, le antiche divinità, laddove non vennero assimilate e riadattate, furono viste in un'accezione negativa e identificate per lo più come demòni.

### Dal Medioevo al Rinascimento

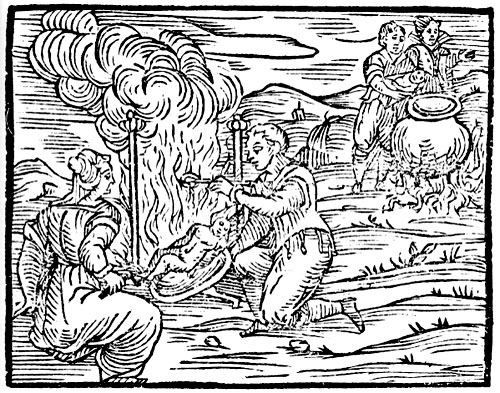
Miniatura raffigurante un banchetto durante un sabba. Miniatura tratta dal Compendium maleficarum di Francesco Maria Guazzo, 1608.

Nell'alto Medioevo, ad ogni modo, le sopravvissute credenze della vecchia religione venivano guardate se non altro come superstizioni prive di fondamento, e la loro sotterranea permanenza non costituì un particolare problema. Soltanto alle soglie del Rinascimento si registrarono fenomeni di stregoneria ritenuti veritieri, che l'Inquisizione si propose di reprimere, cercando al contempo di porre un argine alle crescenti esecuzioni sommarie che si andavano verificando in Europa nei confronti di presunte streghe. Nel 1326 e 1484 furono emesse due bolle papali che condannavano apertamente l'occultismo e le pratiche magiche, mentre il primo processo per stregoneria risale al 1340; un altro processo di una certa rilevanza si ebbe a Milano nel 1390 nei confronti di due donne, Sibilla e Pierina, che affermavano di aver partecipato al «Gioco di Erodiade». Con la pubblicazione del Malleus Maleficarum nel 1487, che identificava di fatto la stregoneria col satanismo, veniva ora stabilito che fosse eresia negarne l'esistenza. Nel Cinquecento poi, con l'avvento della Riforma luterana, il fenomeno della caccia alle streghe crebbe di intensità, soprattutto nel Nord-Europa.
Questo tipo di persecuzioni, tuttavia, testimonia come nel Rinascimento si assistesse ad un intensificarsi del recupero di forme ancestrali e occulte di religiosità; Recupero che fu alimentato in parte da personaggi come Giorgio Gemisto Pletone, il quale influenzo i Medici, forse in origine detti Latriani e provenienti da Mani, ultimo insediamento presunto pagano del sud europa., che stabilire l'Accademia neoplatonica, e Pomponio Leto (studente di Pletone) che stabili l'accademia romana, all interno della quale si celebrava annualmente il Natale di Roma e il compleanno di Romolo anche sul piano filosofico, del resto, si stava facendo strada l'idea di una filosofia perenne, comune alle più diverse forme di religione, mentre Giordano Bruno e Tommaso Campanella, per parte loro, elaboravano delle teologie naturali basate su una concezione panpsichista dell'universo combinata con elementi neoplatonici. Sarà invece nel Settecento e con l'Illuminismo che gran parte del sostrato culturale della vecchia religione cominciò a inaridirsi, messo in crisi dalla nuova concezione meccanicistica della scienza, il cui materialismo soppiantava la visione magica e animista della natura.
Una di esse fu l'avvocato francese Gabriel André Aucler (metà del 1700–1815) che adottò il nome Quintus Nautius e cercò di ristabilire il paganesimo in Francia. Ammiratore dell'Antica Grecia e dell'Antica Roma, si dichiarava discendente di un'antica famiglia sacerdotale romana. Pubblicò il libro La Thréicie nel 1799, in cui esponeva le sue visioni religiose e criticava il cristianesimo. Gérard de Nerval scrisse un saggio su di lui in Les Illuminés (1852), descrivendo il suo paganesimo come un esempio della persistenza della religiosità in tempi di declino della fede.

### Dal Romanticismo al giorno d'oggi
Una reviviscenza dell'antica religione si ebbe tuttavia con il Romanticismo, durante il quale ci si volse alla riscoperta del passato mitologico dei popoli europei, ritenuto a volte più veritiero dei loro eventi storici. Il diffondersi della massoneria nell'Ottocento rivelò l'esigenza, da più parti avvertita, di una religione universale radicata nella natura, mentre l'opera di Jules Michelet del 1862 (La strega) fu tra le prime che intendeva rappresentare in termini positivi le streghe pagane, fino allora associate al satanismo. La seconda metà del secolo XIX vide inoltre la fondazione da parte di Helena Petrovna Blavatsky di un'influente organizzazione di insegnamento, chiamata società teosofica, che combinava concezioni orientali del buddismo e dell'induismo con quelle del paganesimo classico, principalmente neoplatoniche, e del cristianesimo, creando un'eclettica sintesi spirituale che includeva le nozioni della reincarnazione e del karma.
Alla fine del XIX secolo, l'antropologo Charles Leland, facendo ricerche nel territorio tra la Toscana e la Romagna, pubblicò tre testi,, in cui dopo diversi secoli si tornava a parlare della correlazione tra la stregoneria ed il culto di Diana ed Erodiade (Aradia), da lui descritto in una sorta di vangelo o libro sacro. L'opera di Leland fece da ispirazione all'antropologa Margaret Murray che, nei primi decenni del Novecento, cercò di ricostruire parzialmente la storia della Vecchia Religione in Europa con la pubblicazione di alcuni libri.
In Italia intanto, nel primo dopoguerra, con la «via romana agli dei» veniva riproposto da Julius Evola e dal suo gruppo di Ur un ritorno alla spiritualità precristiana di Roma, basato sul culto degli antichi dei romani. Alcuni esponenti di questo nuovo culto come Arturo Reghini cercarono di attribuire al fascismo l'obiettivo di realizzare l'"imperialismo pagano" da essi teorizzato.
Nel 1939 l'inglese Gerald Brosseau Gardner fu invece iniziato alla Vecchia Religione Anglosassone sancendo la nascita della Wicca, che a sua volta risvegliò l'interesse nei confronti della stregoneria italiana e di una sua possibile rifondazione.
Nell'ottobre del 2004, infine, Dragon Rouge, con la pubblicazione del libro La Vecchia Religione intese esplicitamente rifondare la Vecchia Religione, incentivando il numero dei suoi praticanti o delle persone ad essa orientate.

## La Vecchia Religione Italiana

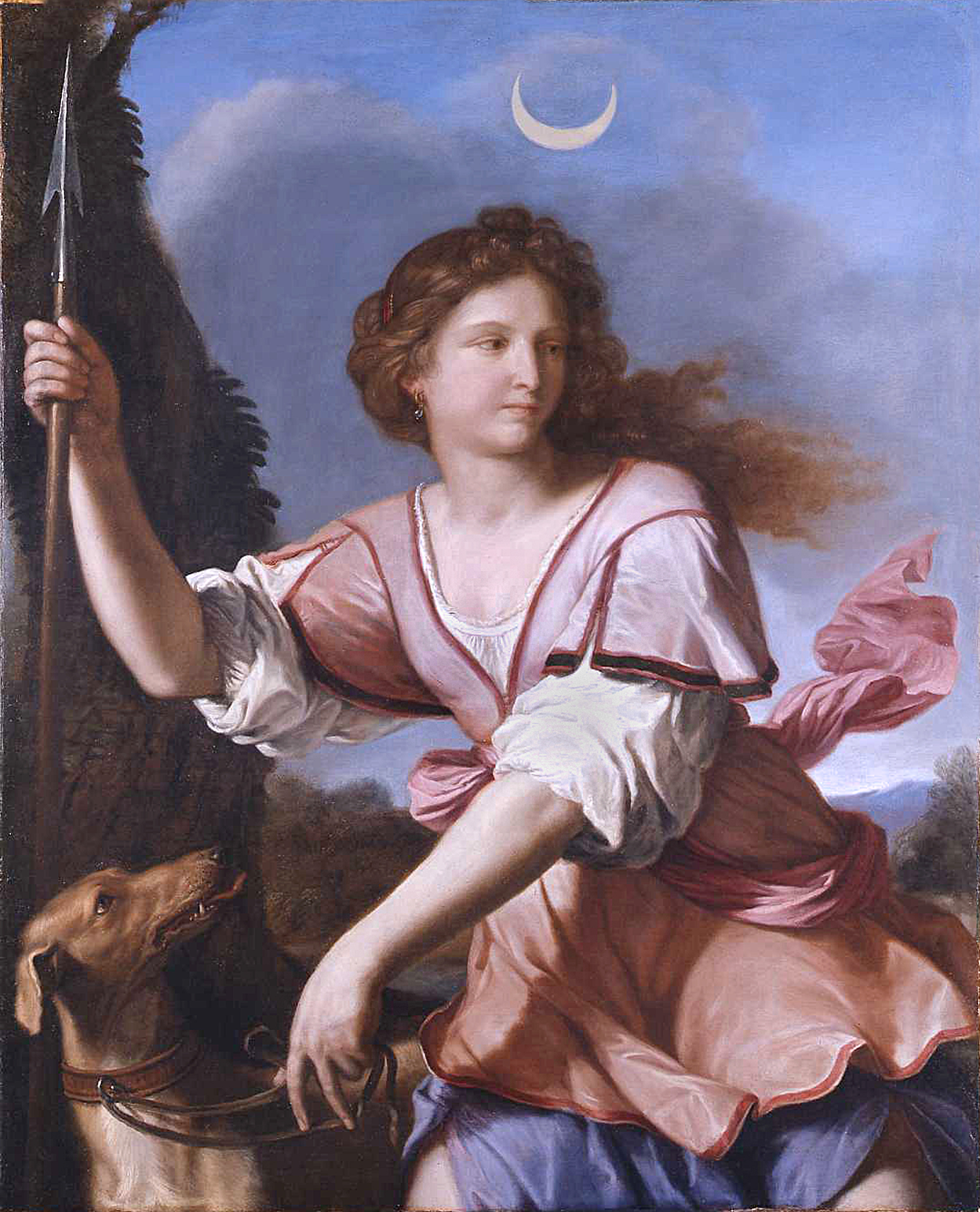
La dea Diana associata alla Luna (opera del Guercino, 1658)

In un senso più specifico, per Vecchia Religione si può intendere una pratica religiosa e spirituale ritenuta nativa dell'Italia, chiamata anche «Stregheria» o «Stregoneria Italiana». Quando Leland alla fine dell'Ottocento condusse una serie di interviste tra la gente dell'appennino tosco-romagnolo, che si dichiarava strega e seguace di un'antica religione, sembrò che fosse stato riscoperto un culto mai sopito, risalente all'epoca romana e persino etrusca, dedito ad adorare un Principio Femminile identificabile con Diana, accompagnato da Apollo (appellato anche come Lucifero) e da Erodiade, presumibilmente figlia di Diana. Altre divinità sarebbero Giano, Pan, Mefite, Ecate, Maimone, Dioniso, Bacco e molti altri.
Pur essendo innegabili delle sopravvivenze pagane nella religiosità di questi gruppi contadini, è tuttavia improbabile che si tratti di una religione organizzata in forma segreta sopravvissuta da tempi antichi. La sopravvivenza del culto di Diana sarebbe attestata, secondo Leland, dalle testimonianze nei processi per stregoneria a noi pervenute a partire dal XIII secolo. Quanto a Erodiade, secondo lo storico e saggista italiano Ginzburg, essa sarebbe la cristianizzazione di «Herodiana», a sua volta proveniente dalle due divinità femminili Hera e Diana; già nel XII secolo l'abate italiano Ugo da San Vittore parlava di donne che credono di uscire di notte, cavalcando animali, con Erodiade, che assimilava a Minerva.
Secondo Leland, ad ogni modo, si tratterebbe di tradizioni i cui praticanti venerano in genere gli Spiriti della natura e anche quelli dei propri Antenati, a volte chiamati Lari o Lasa. Essi inoltre adorerebbero, per influenza del sincretismo cristiano, anche i Santi cattolici.
La concezione della vita dopo la morte è molto libera, spazierebbe da un aldilà non ben definito alla reincarnazione,, che porterebbe a rinascere come membro della propria famiglia, o a diventare uno Spirito della Natura.
All'interno della Vecchia Religione verrebbero inoltre celebrate alcune feste o incontri sacri, chiamati Sabba, in giorni particolari: quattro Sabba maggiori (2 febbraio, 30 aprile, 1º agosto e 31 ottobre) e quattro Sabba minori, che coincidono coi solstizi e gli equinozi; accanto agli otto Sabba o «feste del Fuoco», ci sarebbero tredici feste Lunari in corrispondenza della Lune Piene («feste dell'Acqua»). I luoghi preferiti per i sabba sarebbero il Noce di Benevento e il Passo del Tonale. Per la maggioranza dei praticanti della stregoneria esisterebbe inoltre una naturale continuità tra magia e religione. trattandosi di una magia mirante non a controllare o comandare secondo un processo meccanico, ma che crea e comunica in maniera spontanea in un mondo incantato, organico e vivente.
Tra le pratiche diffuse, sin dall'antichità doveva essere usato un unguento composto da piante stupefacenti, derivante dallo sciamanesimo, che avrebbe consentito di compiere viaggi con lo spirito. Per evitare danni cerebrali dovuti all'assunzione di tali droghe alcuni praticanti userebbero al posto dell'unguento la meditazione o altre pratiche che permettano lo stato di trance. Verrebbero pure eseguiti esercizi ricorrendo a sogni, viaggi astrali e divinazioni oracolari.
La Vecchia Religione sarebbe presente in tutte le regioni italiane, in particolar modo in Lombardia, Piemonte, Veneto, Friuli-Venezia Giulia, Liguria, Emilia-Romagna, Lazio, Puglia, Campania, Calabria e Sicilia, che conterebbero la presenza di un numero significativo di persone ad essa dedite.

## Wicca
Nel mondo anglosassone, la più notevole forma di culto basata sulla Vecchia Religione è la wicca, presentata per la prima volta nel 1954 attraverso gli scritti di un ex funzionario pubblico britannico esperto di esoterismo, Gerald Gardner. Questi affermò di essere stato iniziato nella New Forest Coven, appartenente ad una vecchia tradizione misterica, continuazione dei culti esoterici medievali, vietati e perseguiti come stregoneria dalle autorità, culti che sarebbero stati a loro volta imperniati sulle religioni pagane dell'Europa antica.
La Wicca è devota a un cosiddetto Dio Cornuto, e ad un complementare Principio Femminile, una sorta di Dea o Grande Madre. In essa confluirebbero anche elementi del druidismo.